# Niterói

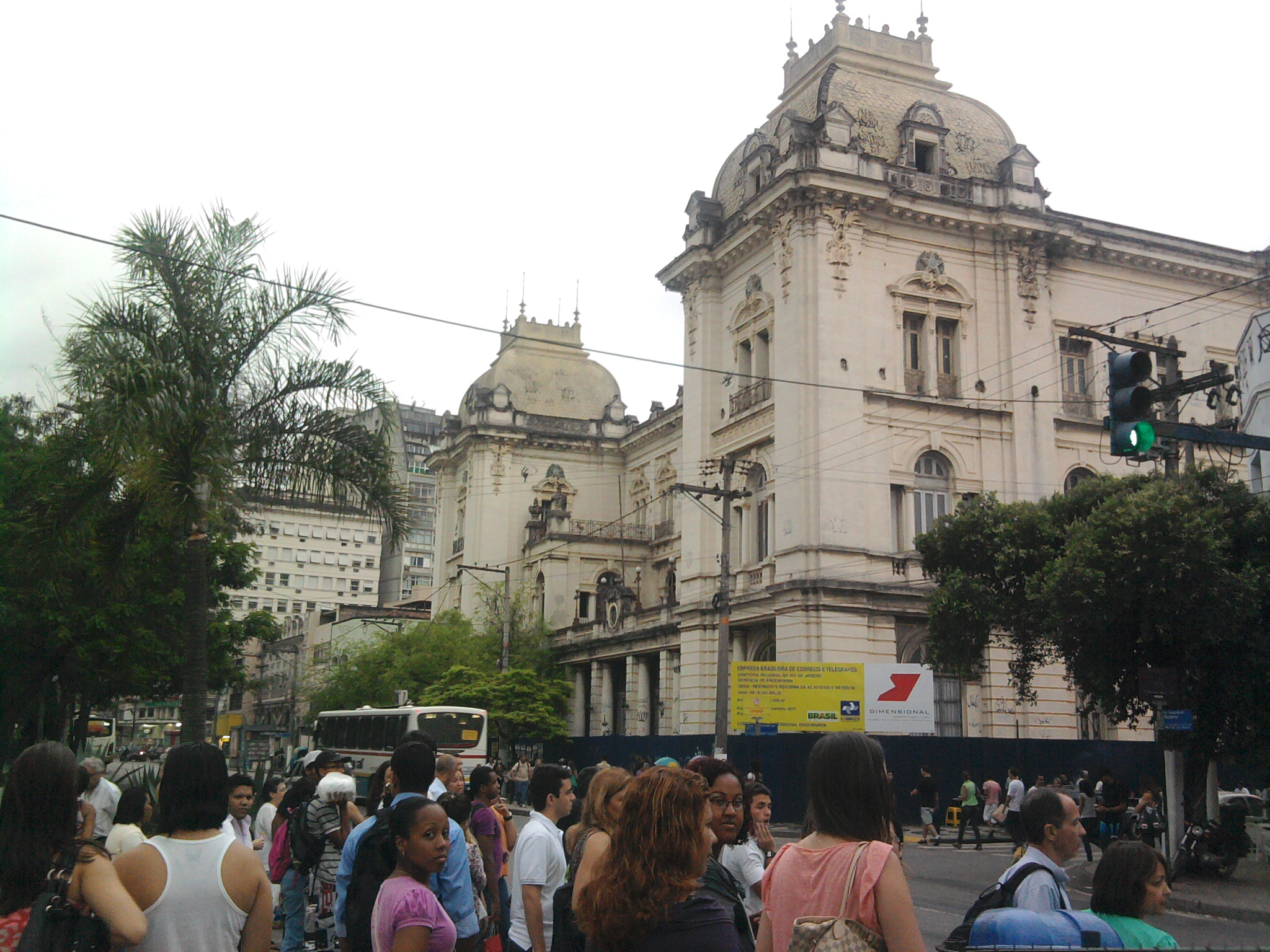
Correios

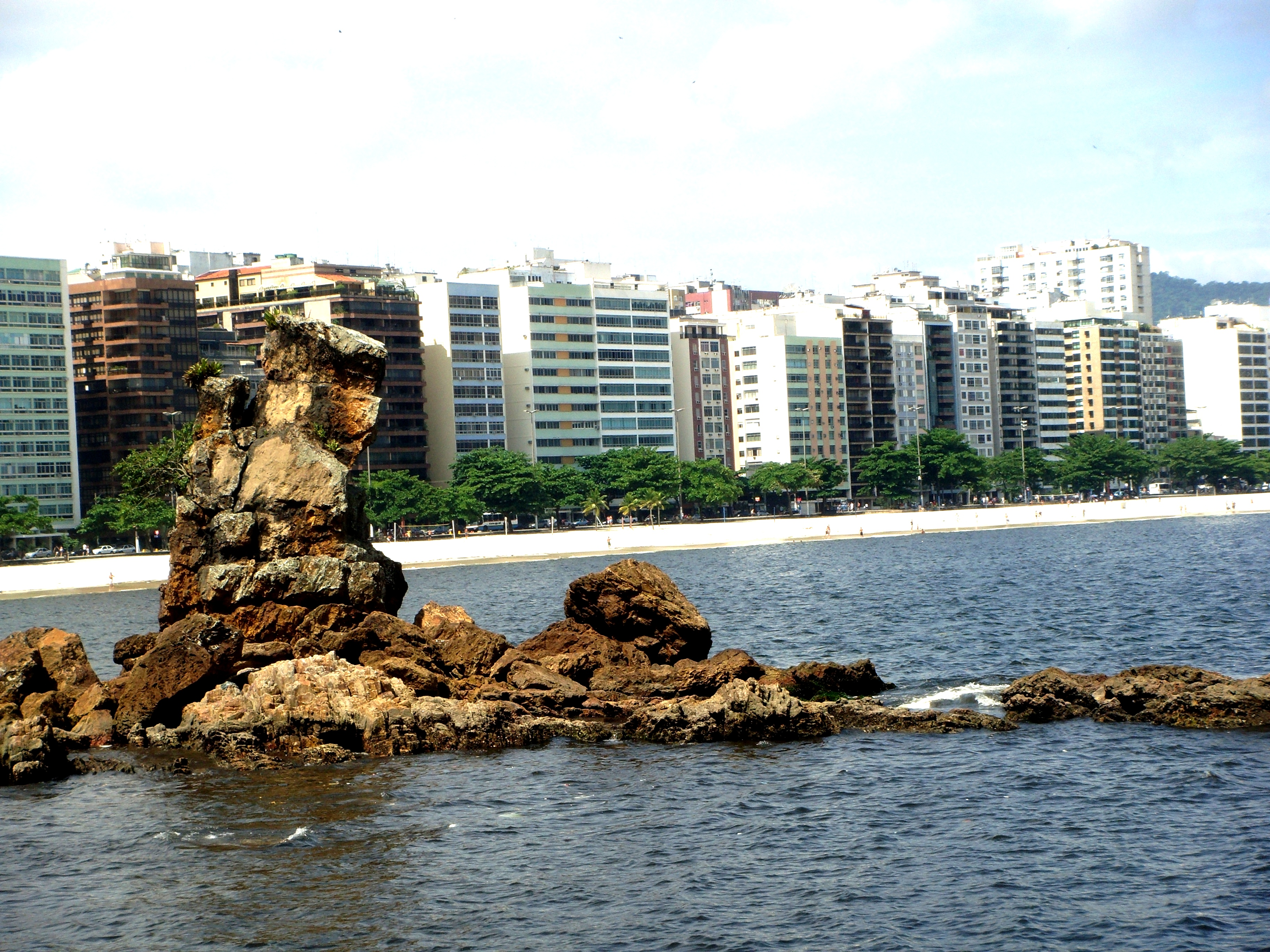
Icaraí

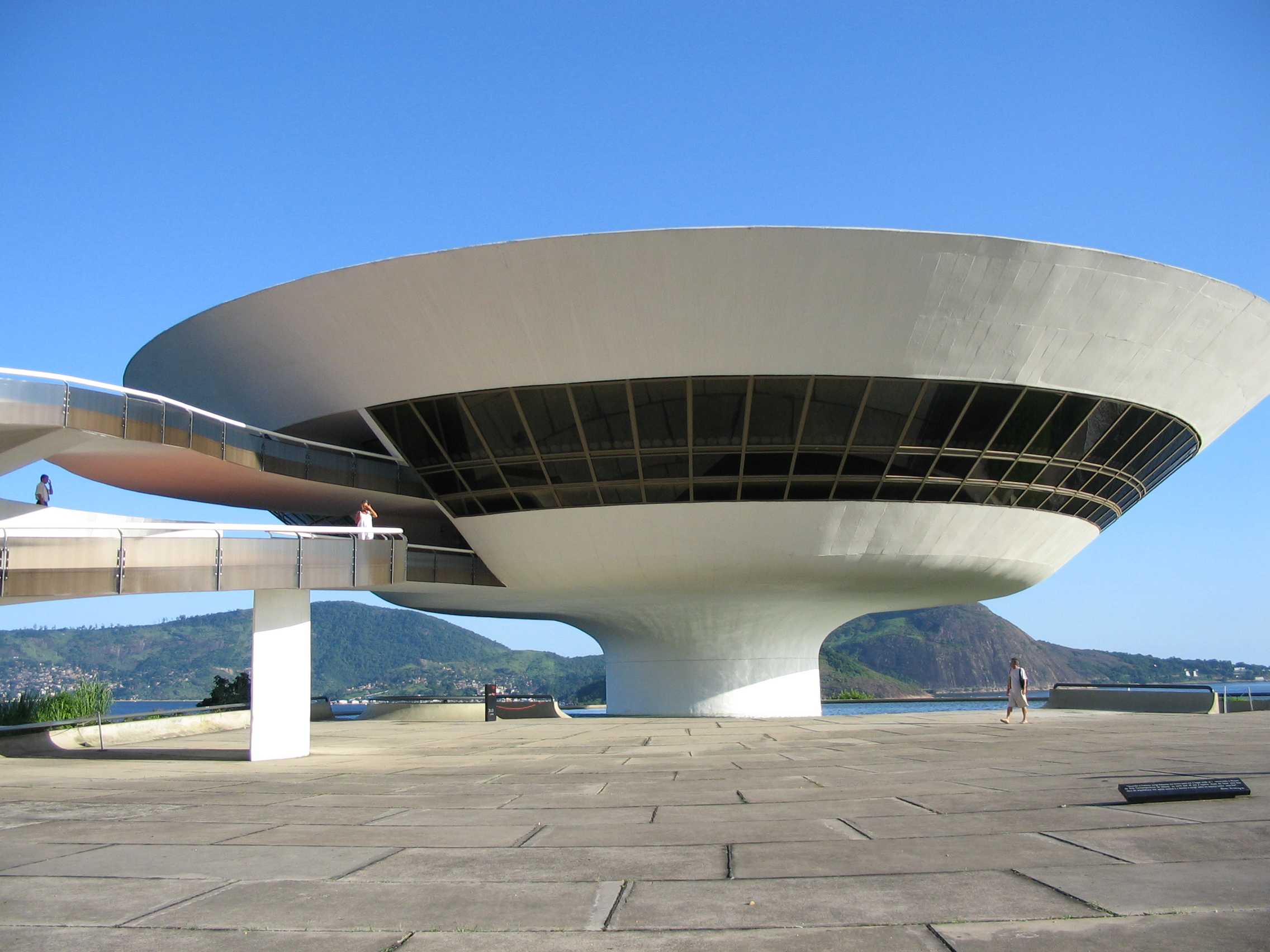
Museo de Arte Contemporáneo (MAC)

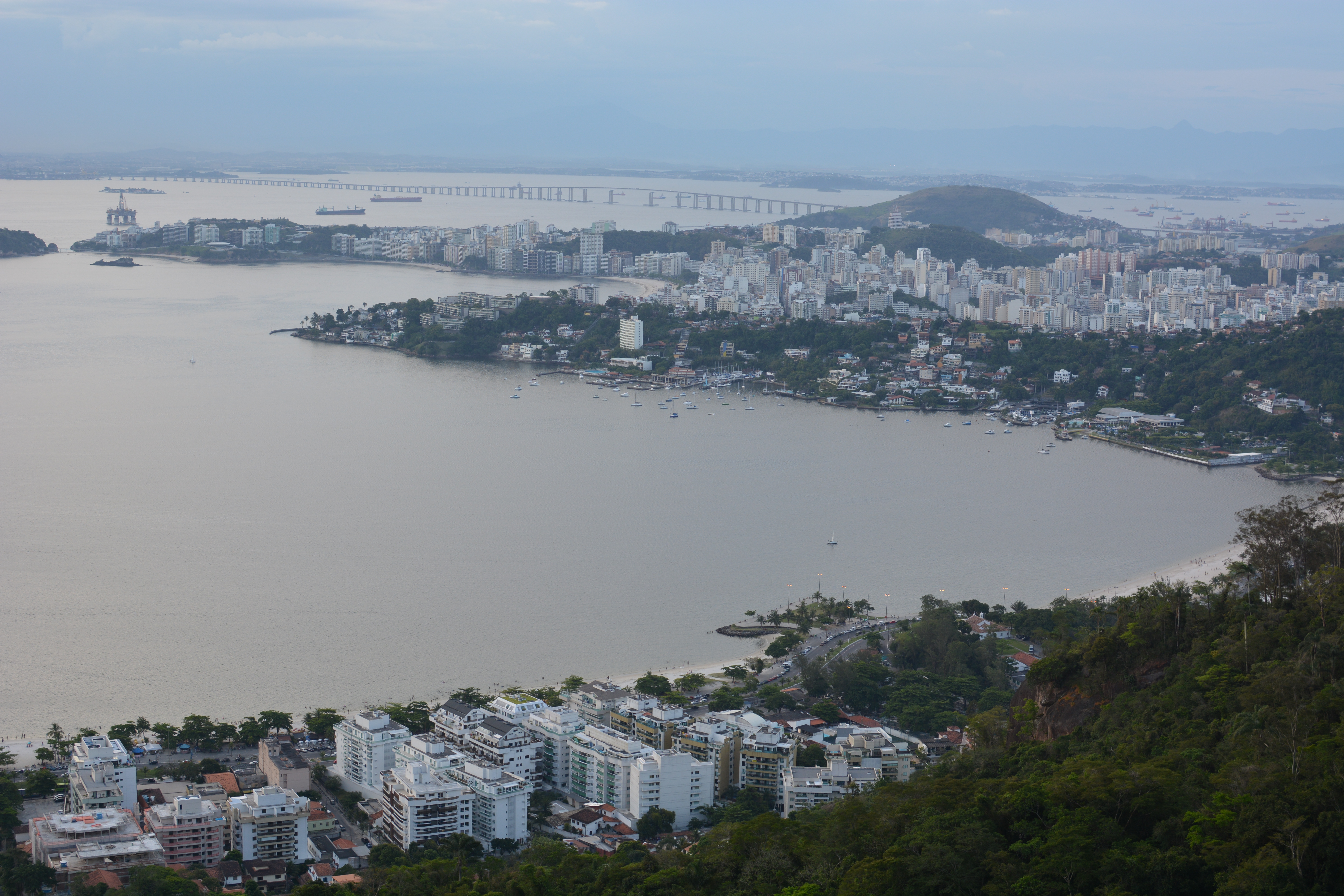
Skyline

Niterói (también conocido históricamente como Niteroy en español) es una ciudad del estado de Río de Janeiro, en Brasil. Su población es de aproximadamente 496.696  personas. El municipio ocupa un área de 129.38 km².
La ciudad tiene una gran cantidad de playas, como Gragoatá, Boa Viagem, das Flechas, Icaraí, São Francisco, Charitas, do Forte, Jurujuba y Adão e Eva, todas en la bahía de Guanabara. En la Región Oceánica están las playas de Piratininga, Itaipu, Camboinhas y Itacoatiara. El Museo de Arte Contemporáneo de Niterói, símbolo de la ciudad, fue diseñado por el conocido arquitecto brasileño del Movimiento moderno Oscar Niemeyer.

## Historia
La ciudad fue fundada el 22 de noviembre de 1573 por un indígena tupí de la tribu de los temiminós llamado Araribóia (palabra que significa "serpiente feroz"). Niterói es la única ciudad brasileña fundada por un indígena.
Después de la guerra contra los franceses por el control de la bahía de Guanabara, Araribóia pidió al gobernador general, Mem de Sá, las tierras que llamó "Bandas D'Além". Su petición fue concedida y nació la villa de "São Lourenço dos Índios", primera denominación de Niterói.
En 1819, la villa fue reconocida por el gobierno central, y recibió el nuevo nombre de "Vila Real da Praia Grande" (Villa Real de la Playa Grande), y ocupaba el espacio correspondiente al actual centro de la ciudad. Sólo se ha podido expandir más allá de esta área a finales del siglo XIX, cuando el servicio de tranvía empezó a operar y permitió la urbanización de zonas más alejadas del centro. Al principio del siglo XX, empezó el proceso de industrialización de la ciudad. 
Durante el período en el que el Estado de Río de Janeiro estuvo dividido en dos unidades administrativas (el propio Estado de Río de Janeiro y el Municipio Neutro (1834-1889) que luego dio lugar al Distrito Federal (1889-1960) y al Estado de Guanabara (1960-1975), estos 3 formados alrededor de la antigua capital nacional), Niterói fue la capital del estado de Río de Janeiro en dos oportunidades, entre 1834-1894 y entre 1903-1975. En consecuencia, su primera designación tuvo lugar a colación de la promulgación del "Ato Adicional" de 1834. Entre 1894 y 1903, la capital de Río de Janeiro fue la ciudad de Petrópolis. El 15 de marzo de 1975, se reunificaron los dos estados, y Río de Janeiro volvió a ser la capital del estado. 
El nombre de la ciudad en el idioma tupí es "agua escondida", y se cambió oficialmente por "Niterói" el 6 de marzo de 1835 (pero entonces se escribía "Nictheroy", hasta la mitad del siglo XX), con motivo de su cambio de título de villa por el de ciudad.

## Geografía
Está a 5 km en línea recta de Río de Janeiro, a la cual es conectada por el Puente Río-Niterói, cuya extensión es de catorce kilómetros, y por un servicio de barcas y aliscafos. Aún hace frontera con los municipios de São Gonçalo (al norte) y Maricá (a este). Al sur se encuentra el océano Atlántico y al oeste la bahía de Guanabara. La calidad de vida en la ciudad está entre las más elevadas del país (tercer lugar entre 5.600 municipios), conforme las normas de las Naciones Unidas.
A principios de los años 1990, la división administrativa de la ciudad fue cambiada. Actualmente, la ciudad se divide en cuarenta y ocho barrios, subdivididos en doce regiones administrativas:
- Barreto: Barreto, Ilha da Conceição, Santana
- Centro: Bairro de Fátima, Centro, Ponta d´Areia, São Lourenço
- Engenhoca: Engenhoca, Tenente Jardim
- Fonseca: Fonseca
- Icaraí: Icaraí, Vital Brazil
- Ingá: Boa Viagem, Gragoatá, Ingá, Morro do Estado, São Domingos
- Pendotiba: Badu, Cantagalo, Ititioca, Largo da Batalha, Maceió, Maria Paula, Matapaca, Sapê
- Praias Oceânicas: Cafubá, Camboinhas, Engenho do Mato, Itacoatiara, Itaipu, Jacaré, Piratininga
- Santa Bárbara: Baldeador, Caramujo, Maria Paula, Santa Bárbara
- Santa Rosa: Cubango, Pé Pequeno, Santa Rosa, Viçoso Jardim, Viradouro
- São Francisco: Cachoeiras, Charitas, Jurujuba, São Francisco
- Rio do Ouro: Muriqui, Rio do Ouro, Várzea das Moças, Vila Progresso

### Áreas verdes
En la época del descubrimiento predominaba la Mata Atlántica, pero hoy sólo se conserva en algunos lugares, como la Serra da Tiririca. También existen zonas de restinga y manglares.
El Parque de la Ciudad de Niterói es una reserva biológica y forestal del municipio a una altitud aproximada de 270 metros, ocupando un área de 150.000 metros cuadrados, que cuenta con un mirador desde donde se puede tener una vista panorámica de las lagunas, de la Región Oceánica, de los barrios de Niterói, de la Bahía de Guanabara y del mar abierto. También cuenta con varias opciones de senderos para la práctica de deportes como bicicleta de montaña, running y senderismo.

## Clima
El clima de la ciudad es tropical influenciado por el océano, con veranos calientes e inviernos frescos, con temperaturas y lluvias muy semejantes a las de Río de Janeiro.